# Casal de Ermio
Casal de Ermio ist eine Ortschaft und ehemalige Gemeinde in Portugal.

## Geografie
Der Ort liegt 4 km nördlich von der Kreisstadt Lousã, und 25 km südöstlich von der Distrikthauptstadt Coimbra. Es ist die kleinste Gemeinde des Kreises.

## Kultur, Sport und Sehenswürdigkeiten
In der Gemeinde liegen vier der fünf traditionellen Schiefer-Dörfer des Kreises Lousã, die zur Route der Aldeias do Xisto (dt.: Schieferdörfer) gehören.
Neben der Kapelle Capela de Casal Ermio (auch Capela de Nossa Senhora do Bom Parto) steht insbesondere die im 18. Jahrhundert erbaute Gemeindekirche, die Igreja Paroquial de Casal Ermio (auch Igreja de Santo António) unter Denkmalschutz.
Der Flugplatz von Lousã liegt in der Gemeinde.

## Verwaltung
Casal de Ermio war eine Gemeinde (Freguesia) im Kreis (Concelho) von Lousã. Am 30. Juni 2011 hatte die Gemeinde 371 Einwohner auf einer Fläche von 4,2 km².
Folgende Ortschaften liegen im Gebiet der ehemaligen Gemeinde:
- Casal de Ermio
- Casal Novo (Aldeia do Xisto)
- Cerdeira (Aldeia do Xisto)
- Chiqueiro (Aldeia do Xisto)
- Talasnal (Aldeia do Xisto)

Im Zuge der kommunalen Neuordnung Portugals nach den Kommunalwahlen am 29. September 2013 wurde die Gemeinde mit Foz de Arouce zur neuen Gemeinde União das Freguesias de Foz de Arouce e Casal de Ermio zusammengeschlossen. Sitz der neuen Gemeinde wurde Foz de Arouce.